# JAIN
Le JAIN (Java APIs for Integrated Networks, un tempo chiamate anche Java APIs for Intelligent Network) sono API sviluppate in Java per la creazione di servizi telefonici.
Nell'ambito delle telecomunicazioni la community di Java ha definito un insieme di tecnologie che danno la possibilità di sviluppare rapidamente prodotti e servizi Java per le reti di nuova generazione. JAIN rappresenta una comunità di esperti nell'ambito delle telecomunicazioni nel definire le interfacce Java necessarie per migrare le reti di comunicazioni "proprietarie" verso reti aperte e standardizzate.
Le architetture di molti provider di servizi di telecomunicazione sono divenute molto complesse negli ultimi anni. Questo è dovuto alle varie fusioni di compagnie telefoniche ed all'avvento delle nuove tecnologie di seconda e terza generazione (2.5G e 3G). Le architetture risultano verticalmente integrate ed eterogenee, ma mancano di una interfaccia comune che si basi su uno standard condiviso, oltre al fatto che molte sono strettamente proprietarie. Tutto questo rende estremamente difficile introdurre ed integrare nuovi servizi alla rete.
Il progetto di sviluppo, portato avanti dalla Sun, va sotto il termine di Java Specification Participation Agreement (JSPA) e Java Community Process (JCPTM). Tra le compagnie coinvolte in questo processo troviamo IBM, Motorola, NTT, e Vodafone.